# Блум, Элмар Янович
Эльмар Янович Блум (латыш. Elmārs Blūms; 5 февраля 1936 —  28 октября 2023) — советский и латвийский физик, действительный член АН Латвии (1992).

## Биография
Родился 5 февраля 1936 года в Лиепае в семье учителей.
Окончил Айзпутскую среднюю школу и физико-математический факультет Латвийского университета.
В 1959—1967 годах младший научный сотрудник, инженер, старший инженер, научный сотрудник Института физической энергии Академии наук Латвийской ССР. В 1967 году защитил кандидатскую диссертацию:
- Влияние электромагнитных полей на теплообмен проводящих жидкостей в каналах: диссертация … кандидата технических наук: 05.00.00. — Рига, 1966. — 208 с.: ил.

С 1968 года работал в Институте физики АН Латвийской ССР: старший научный сотрудник, с 1970 по 2019 год заведующий лабораторией, с 2019 года ведущий научный сотрудник.
В 1973 году присвоено учёное звание «старший научный сотрудник». В 1975 году защитил докторскую диссертацию:
- Процессы тепло- и массообмена в электромагнитном поле: диссертация … доктора технических наук : 01.04.14. — Рига, 1972. — 253 с. : ил.

В 1983 году присвоено звание профессора по специальности «Теплофизика и молекулярная физика».
Сфера научных интересов — влияние магнитного поля на тепломассоперенос в электропроводящих и намагничивающихся жидкостях.
Член-корреспондент Академии наук Латвийской ССР (1989). Действительный член АН Латвии (1992). Заслуженный деятель науки Латвийской ССР.
Автор более 250 научных публикаций, в том числе пяти монографий, издал две научно-популярные книги, автор пяти научных изобретений, руководил 11 докторскими диссертациями.

## Сочинения на русском языке
- Магнитные жидкости / Э. Я. Блум, А. О. Цеберс. — Москва : Знание, 1989. — 61,[3] с. : ил.; 21 см. — (Новое в жизни, науке, технике. Физика; 4/1989).; ISBN 5-07-000318-6: 15 к.
- Тепло-и массообмен в магнитном поле / Э. Я. Блум, Ю. А. Михайлов, Р. Я. Озолс. — Рига: Зинатне, 1980. — 355 с. : ил.; 22 см;
- Магнитные жидкости / Э. Я. Блум, М. М. Майоров, А. О. Цеберс; АН ЛатвССР, Ин-т физики. — Рига : Зинатне, 1989. — 386 с. : ил.; 25 см; ISBN 5-7966-0174-1
- Тепло- и массообмен в электромагнитном поле [Текст] / АН Латв. ССР. Физ.-энерг. ин-т; Э. Я. Блум, М. В. Заке, У. И. Иванов, Ю. А. Михайлов. — Рига: Зинатне, 1967. — 223 с. : ил.; 22 см.
- Монография на английском языке (индекс цитирования свыше 800): Blums, Elmars, Cebers, Andrejs and Maiorov, M. M. Magnetic Fluids, Berlin, New York: De Gruyter, 1997. 416 p. ISBN 9783110143904.

Список публикаций на Google Scholar.